# ميرعلي محمد (مقاطعة تشرام)
ميرعلي محمد (بالفارسية: میرعلی محمد) هي قرية تقع في قسم سرفارياب الريفي (مقاطعة تشرام) في إيران. يقدر عدد سكانها بـ 112 نسمة بحسب إحصاء 2016.